# Poecopa mediopuncta
Poecopa mediopuncta là một loài bướm đêm trong họ Noctuidae.